# Marble Mist
A Marble Mist alternatívrock-zenekar 2017-ben alakult Budapesten. Magyar és angol nyelvű zenéje a beat és indie-rock stíluson alapszik. Magyar és nemzetközi blues-, népi, dzsesszelemeket is felhasználnak. Az együttes jelenleg öttagú, fennállása óta három kislemezt − (Eternal, 2017), (Újidő, 2021), (Re-Balance, 2021) −, számos single-t és 2019-ben egy nagylemezt (Balance) jelentetett meg.

## Tagok
Jelenlegi tagok
- Plaszkó Bence – ének, gitár (2017 óta)
- Hámori Márton – basszusgitár, ének (2020 óta)
- Faragó-Kádár Antal – dob (2017 óta)
- Koncz Balázs – billentyűk (2021 óta)
- Tóth Balázs - szólógitár, ének (2017 óta)

Korábbi tagok
- Szilvai Szabolcs – basszusgitár (2017–2019)

## Diszkográfia

### Stúdióalbumok
| Év   | Album           |
| ---- | --------------- |
| 2017 | Eternal (EP)    |
| 2019 | Balance (LP)    |
| 2021 | Újidő (EP)      |
| 2021 | Re-Balance (EP) |

### Single-k
| Év   | Dal          | Album   |
| ---- | ------------ | ------- |
| 2018 | Tainted Love | -       |
| 2019 | Tiffany      | Balance |
| 2020 | Ébredés      | -       |
| 2020 | Eső után     | -       |
| 2021 | Mikor        | Újidő   |